# Вірвіча
Вірвіча (лат. Virvyčia, пол. Wirwita, рос. Вирвита) — річка в Литві, у Тельшяйському й Шяуляйському повітах. Ліва притока Венти (басейн Балтійського моря).

## Опис
Довжина річки 99,7 км, площа басену водозбору 1144 км². Формується з приток та багатьох безіменних струмків.

## Розташування
Бере початок з озера Біржуліс біля села Пабіржуліс. Спочатку тече на північний захід через Дактарішске, потім переважно на північний схід в межах населених пунктів Янаполе, Лукнікі, Каунатав й Тришкі. На відстані 2 км від Векшні впадає у річку Венту.
Притоки: Упина (права), Рашкіта, Потекле, Бугеніс, Трамесадіс (ліва).